# SIG Sauer Pro
La SIG Sauer Pro es una serie de pistolas semiautomáticas desarrolladas por la SIG Sauer en Exeter, Nueva Hampshire, Estados Unidos. Fue la primera pistola SIG Sauer con armazón de polímero, así como una de las primeras pistolas en tener un riel universal para accesorios incorporado y cachas intercambiables.
La SIG Sauer Pro fue publicitada como una alternativa ligera y compacta a las pistolas SIG Sauer "clásicas" en un mercado policial cada vez más competitivo y orientado al presupuesto. Fue originalmente desarrollada como una pistola de 10 mm y lanzada en junio de 1998 con el modelo SP 2340, seguida al poco tiempo por una versión que disparaba el cartucho .357 SIG (y tenía la misma designación de modelo). Casi un año después, se lanzó la variante SP 2009 que disparaba el 9 x 19 Parabellum, en respuesta a la demanda por este modelo.
Todas las pistolas SIG Sauer creadas desde 1990 han sido diseñadas y fabricadas por la SIG Sauer en Nueva Hampshire. Algunas son exportadas a la fábrica SIG Sauer de Eckernförde, Alemania,       

## Detalles de diseño

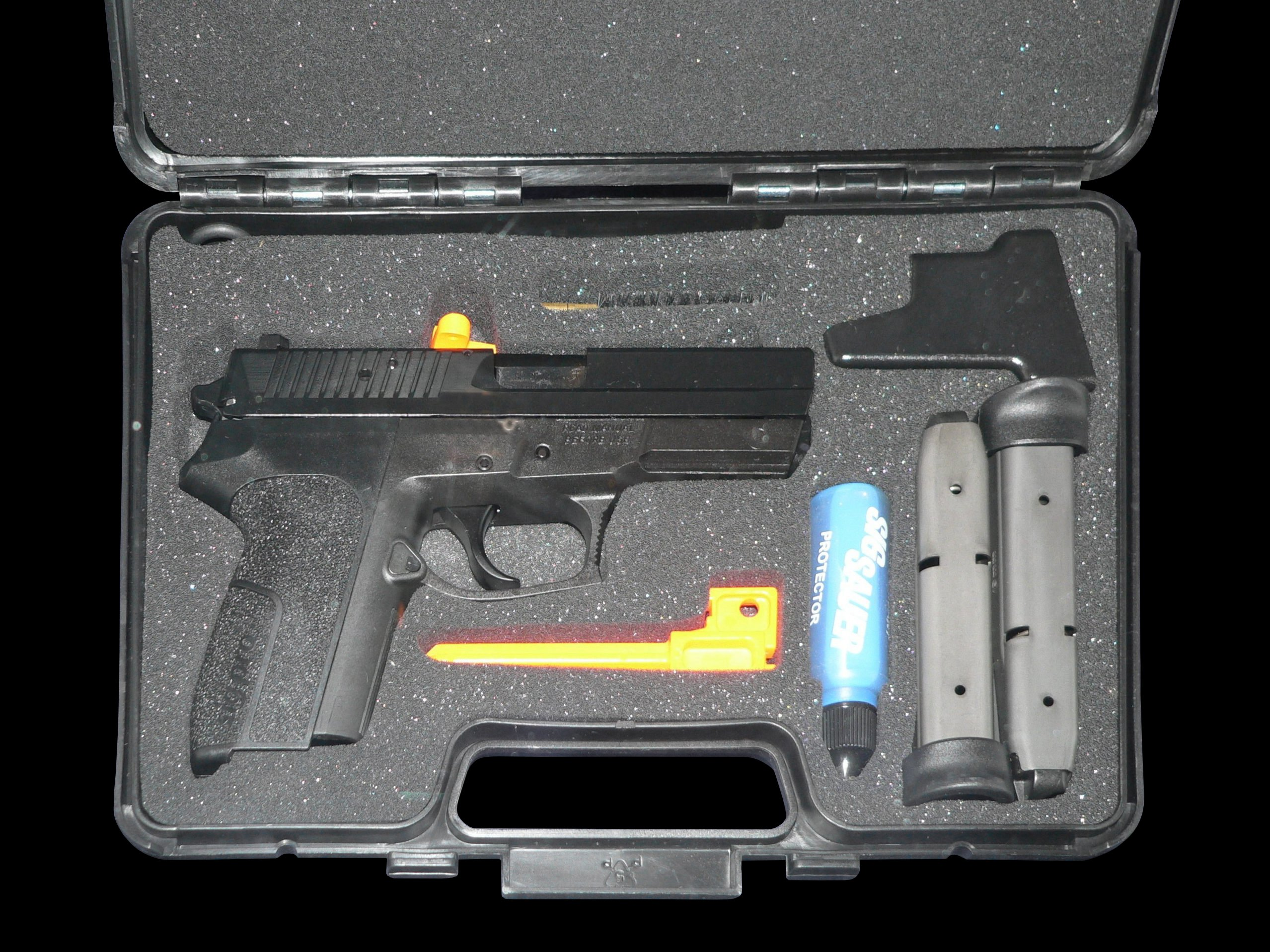
Sig Sauer SP 2022

La SIG Sauer Pro es una pistola semiautomática accionada por retroceso corto y recámara acerrojada. Utiliza el tradicional sistema de acerrojado Browning accionado mediante leva. El cañón es acerrojado dentro de la corredera mediante la portilla de eyección agrandada.
Su armazón está hecho de polímero, con cachas desmontables. Las cachas pueden reemplazarse fácilmente y están disponibles en varios tamaños y formas.
En general, su diseño es ligeramente distinto al de las primeras pistolas SIG Sauer, tales como la P220 o la P226, ya que no tiene una palanca de desarmado en el armazón y la palanca del tope de la corredera es distinta.
La SIG Sauer Pro estándar no tiene un seguro manual, pero incorpora una palanca de desamartillado (baja el martillo sin golpear el percutor), una barra desconectora del gatillo (desconecta el gatillo cuando la corredera retrocede), un seguro automático del percutor (no suelta el percutor hasta presionar el gatillo) y un entalle interceptor del martillo (evita que el martillo golpee el percutor hasta que se apriete el gatillo).

## Variantes

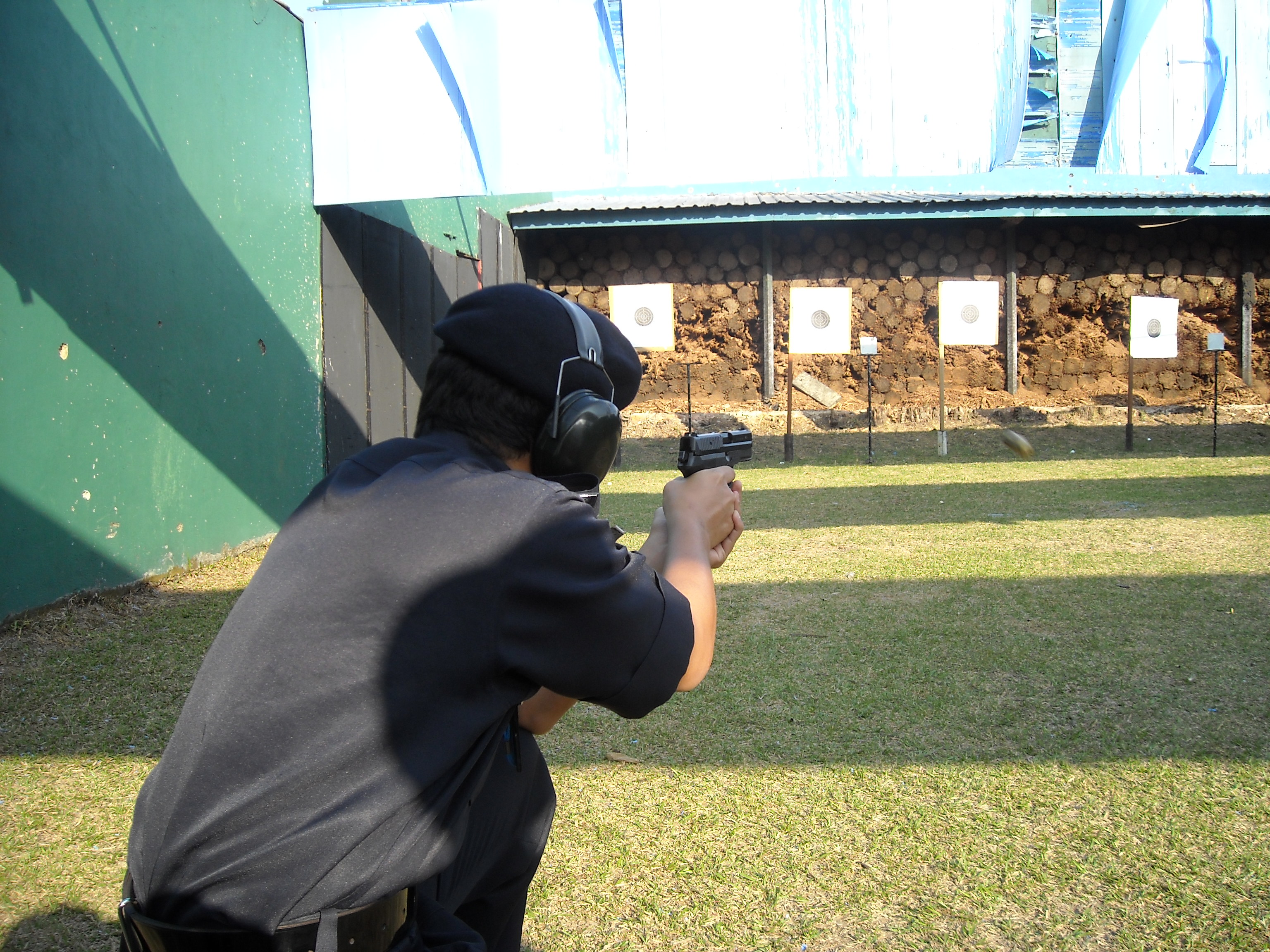
Un oficial de la Real Policía de Malasia disparando con la SIG Sauer Pro 2022, que eyecta los casquillos hacia la derecha.

La SIG Sauer Pro es una pistola de doble acción estándar, con presiones del gatillo de 4,53 g y 2,04 g respectivamente. La SIG Sauer también ofrece juegos de conversión para doble acción única.
- SP 2340: La pistola original, lanzada en 1998. Tiene un guardamonte redondeado y disparaba los cartuchos .40 S&W y .357 SIG.
- SP 2009: Versión de 9 mm anunciada en 1999.
- SPC 2009: Una versión más corta de la SP 2009, con un cañón de 90,9  mm y solo disponible en 9 mm. Está equipada con el riel SIG para accesorios y su guardamonte es redondeado. Esta pistola fue la base para la SPC 2022.
- SP2009-9-BMS: Una variante de la SP 2009 estándar, con seguro manual en la corredera y gatillo más corto. Estuvieron disponibles por poco tiempo en el mercado civil estadounidense.
- SP 2022: Una versión modificada de la SP 2009/2340. Entró en servicio con la Policía Nacional de Francia, el Servicio de Aduana, la Administración Penitenciara y la Gendarmería Nacional de Francia en 2002 con una vida útil estimada de 20 años, de allí su nombre. Se dispararon 460 000 cartuchos durante sus pruebas antes de ser adoptada por sus futuros usuarios, a partir de las cuales se llevaron a cabo las modificaciones necesarias para producir la SP 2022. Puede disparar los cartuchos 9 x 19 Parabellum, .40 S&W y .357 SIG. Esta pistola está equipada con un riel Picatinny en lugar del riel específico de los demás modelos, con la parte delantera del guardamonte teniendo una forma diferente para permitir apoyar un dedo. También se le puede instalar un cañón roscado y un silenciador, mientras que el alza fija está entallada en la corredera.
- SPC 2022: Una versión más compacta de la SP 2022, que solo dispara el cartucho 9 x 19 Parabellum. La SPC 2022 tiene un cañón y una corredera más cortos, así como un cargador con base plana que le acorta su empuñadura por 7 mm. Está equipada con un riel Picatinny y guardamonte con apoyo para el dedo.[2]

## Usuarios

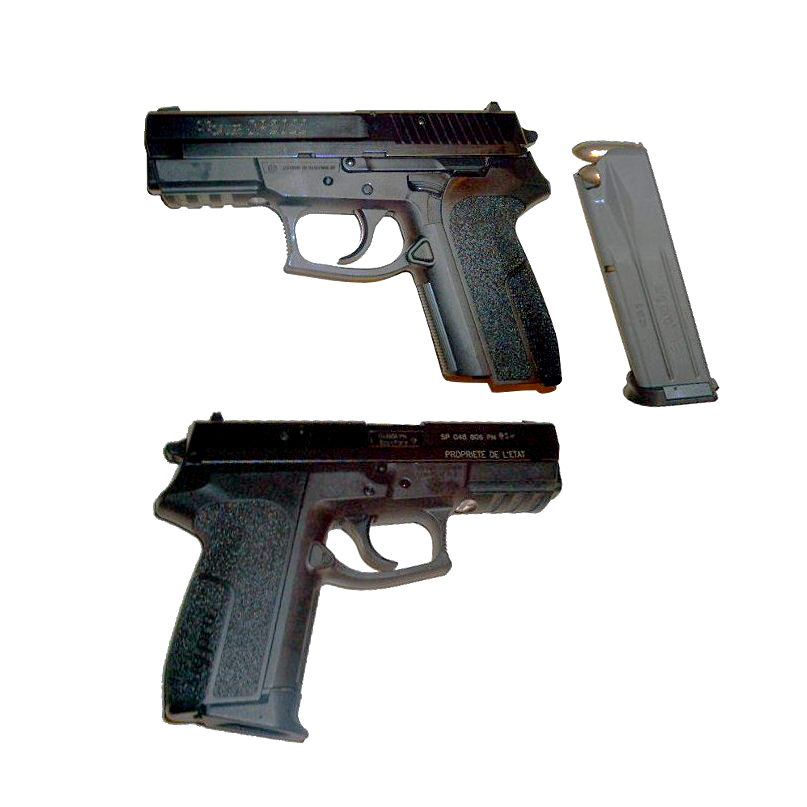
Una SP 2022 de la Policía Nacional de Francia. En el lado derecho de la corredera puede verse el texto "PROPRIETE DE L'ETAT" (Propiedad del Estado).

- Colombia: Policía Nacional de Colombia, varios miles de pistolas SP2009 y 120.890 SP2022.[3]
- Francia: Empleada por agencias policiales y de seguridad interna francesas (inclusive la Gendarmería Nacional, la Policía Nacional y la Dirección General de Aduanas e Impuestos Indirectos), más de 250 000 pistolas SP 2022 (la mayor orden de pistolas policiales desde la Segunda Guerra Mundial).[4]
- Irak: En 2005, el MNSTC-I (Multi-National Security Transition Command-Iraq) suministró pistolas SP 2022 al Ejército irakí.[5]
- Malasia: Real Policía de Malasia. En 2007, compró lotes de unas 2000 pistolas SP2022 y SPC2022 que disparan el cartucho 9 x 19 Parabellum.[6]
- Perú: SP 2022, Policía Nacional del Perú.[7]
- Portugal: SP 2022, Guardia Nacional Republicana y la Polícia de Segurança Pública.[6][8]
- Suiza:  SPC 2009, Policía Militar suiza (con la designación Pistole 03).[6][9]